# Monastère Notre-Dame-de-Bourbon d'Auzon
 (décembre 2024).
- Si vous ne connaissez pas le sujet, laissez ce bandeau (vous pouvez alors contacter les auteurs).
- Si vous supprimez le contenu mis en cause (vous pouvez préalablement contacter les auteurs),

argumentez précisément cette suppression dans la page de discussion
(un manque de référence n'est pas un argument ; une recherche réelle de référence doit avoir été effectuée, être formellement documentée).
Pour les articles homonymes, voir Monastère Notre-Dame.
Le prieuré de bénédictines mitigées dit le monastère de Notre-Dame-de-Bourbon d’Auzon est un ancien couvent de femmes situé à Auzon (Haute-Loire), dépendant du monastère Notre-Dame de la Déserte de Lyon, construit au XVIIe siècle sur le site castral d'Auzon près de l'ancienne porte de l'enceinte urbaine. Cette institution prendra rapidement le nom de Notre-Dames-Des-Bénénedictions et Sainte-Marie de la Bénédiction. Il est écrit que l'emplacement et les matériaux d'une construction mémorable vraisemblablement d'origine publique, furent employés pour son édification,. La documentation disponible laisse entrevoir une existence se déroulant entre deux marqueurs historiques : la Contre-Réforme catholique et la Révolution. 

## Contexte historique et social avant la fondation du monastère
L’Auvergne sortait meurtrie des guerres de Religion qui l'avaient ravagée pendant de nombreuses années. Partout dans la région, de nombreuses églises et monastères étaient en ruines, tandis que plusieurs châteaux avaient été démolis. Auzon, sous la haute garde des Polignac et des Clermont-Chaste, qui avaient pris le parti des Royalistes, ne fut peut-être pas tout à fait épargnée. Ses seigneurs, fort occupés dans le Velay, n'ont vraisemblablement pas pu empêcher les nombreux troubles auxquels la châtellenie dut faire face durant ces temps de guerre.
Déjà sous le gouvernement de Gaspard de Montmorin-Saint-Hérem, de profondes dissensions s’étaient fait sentir au sein de l'aristocratie auvergnate. La forteresse d'Auzon fut alors occupée par les capitaines responsables de sa garde, pourtant membres de la noblesse locale, fidèle au roi. Ces derniers jouèrent un rôle ambigu dans le conflit, étant décriés en 1589 comme des pillards opportunistes, profitant du chaos ambiant pour prélever du bétail, vraisemblablement destiné à l’entretien des soldats sur ordre royal.
En 1589, cette situation s'inscrivait dans un contexte national particulièrement tendu : l'ascendant de la famille royale, issue de la maison de Bourbon, se consolidait alors que la Guerre divisait le royaume entre les partisans de Henri III, le roi légitime, et ceux de Henri de Navarre, qui se battait pour l'accession au trône. Au niveau national, les tensions étaient exacerbées par l'assassinat du Henri Ier de Guise en 1588 et la persistance de la guerre civile. Dans ce contexte de forte instabilité, l’armée royaliste cherchait à maintenir son emprise sur les régions tout en luttant contre les forces protestantes et les puissances locales rebelles. En auvergne, Jean-Louis de La Rochefoucauld, comte de Randan ouvertement pour la ligue pensant s'assurer de l'appui de la majorité des Bonnes villes d'Auvergne dans sa lutte, les convoque à Billom le 20 avril ; mais les bonnes villes de Clermont, Montferrand, St-Pourçain, Issoire, Aigueperse et Auzon ne le suivent pas.  
Le 10 août de la même année, Clermont-Chaste envoya 12 soldats venus du Velay, « y étant conservé en l'obéissance du roy », pour renforcer la garnison présente (composée de soldats à pied et à cheval). Ces renforts furent équipés, entre autres, de soixante cuirasses et de deux cent cinquante arquebuses. Il semble que l'armée stationnée au château ait été une armée royaliste en attente de sa solde militaire.
Dans un contexte de désorganisation locale, la forteresse ne fut libérée qu'après un arrangement entre Gaspard II de Montmorin-Saint-Hérem (puis, après sa mort en 1593, sa veuve Claude de Chazeron) et les capitaines occupant les lieux, qui demandèrent le paiement d'une rançon très élevée. Ce paiement, que ni les États d'Auvergne ni le roi n'avaient accepté de financer, permit finalement la restitution de la forteresse.
Afin de restaurer son autorité après les turbulences des guerres de Religion, la politique royale s'appuya sur une réorganisation en profondeur des structures de pouvoir au sein de la noblesse. Entre 1633 et 1634, une série de démilitarisations de forteresses et de châteaux, principalement royaux, fut entreprise, touchant des sites stratégiques tels qu'Usson et Nonette. Ces décisions ne répondaient pas seulement à une volonté de désarmement, mais visaient également à affirmer le contrôle de l'État central sur des régions marquées par des dissensions internes et des troubles armés.
La démilitarisation symbolisait ainsi la fin d'une époque où la noblesse exerçait une souveraineté militaire locale, au profit d'une centralisation du pouvoir. Dans ce contexte, la reconstruction des structures seigneuriales et religieuses s'avéra essentielle pour restaurer la stabilité, la sécurité et l'ordre dans des territoires profondément affectés par des années de guerre et de dévastation. Un tel processus impliquait une réorganisation des espaces politiques et sociaux, ainsi qu'une réaffirmation de l'autorité monarchique, nécessaire à la réconciliation des grandes familles de la noblesse et à la pacification des régions fragilisées.

## Mémoire des remparts: des fortifications médiévales aux réformes monastiques
Le choix du site pour l’installation du monastère Notre-Dame de Bourbon s'inscrit dans un contexte où le nom Bourbon revêt une forte connotation royale, et non seulement féodale. La famille de Bourbon , devenue dynastie royale avec l'accession au trône de Henri IV en 1589, symbolise désormais le pouvoir monarchique central. Les guerres de Religion ont eu un impact sur la structure des fondations monastiques. À partir de la fin du moyen Âge, plusieurs réformes religieuses ont conduit à la fondation de nouveaux monastères. La transformation de certain château en lieux de prière permettait de répondre à ces besoins tout en préservant la stabilité des institutions religieuses. Les fondateurs de monastères cherchaient parfois à utiliser les fondations religieuses pour maintenir l'ordre et la stabilité dans des régions perturbées par les conflits religieux pour répondre aux exigences de la Contre-Réforme, avec des règles plus strictes de discipline monastique.
Brioude vit au XVIIe siècle la floraison d'une multitude de communautés de religieuses et de charité. Il est intéressant de constater que ce fut l'ancien palais comtal que l’administration royale choisit pour l'installation des religieuses de Fontevraud. Également, de 1650 à 1670 plusieurs communautés s’installent à Arlanc, à Sauxillanges, ainsi que dans l’hôpital de Saint-Bonnet-le-Chastel.
Le bâtiment actuel, toujours entouré de ses imposantes murailles, domine la ville et l'accès anciennement barré par des fossés conserve les vestiges d’un ancien système défensif d’envergure. Le quartier voisin, appelé le Valat, tire son nom de ce dispositif. En effet, le terme « Vallat », d’origine latine, fait référence aux fossés ou remparts qui marquaient la limite de l’ancienne du quartier fortifié. Ce toponyme, probablement issu des premières phases de l’urbanisation médiévale, témoigne du rôle stratégique de cette zone. Il illustre à la fois le système défensif du château et l’organisation de l’espace de cette zone de la citadelle. Cela offre aux historiens un aperçu de l’évolution des fortifications, de l’origine du site et de ses liens avec le domaine seigneurial.

## Le Rôle des Femmes Nobles dans la Renaissance des la Communautés Monastique
Il est souvent avancé que, dans les des nombreuses installation religieuses de ce siècle, l'inspiration et l'engagement de femmes de issue de la noblesse et d'abbesses réformatrices jouent un rôle clé, marquant ainsi une contribution significative à l'évolution des pratiques et des structures religieuses. Ainsi, dès 1637 à Saint-Martin-Valmeroux, étant comme Auzon siège d'un bailliage, dans lequel la famille Saint-Martial de Drugeac possédait l'un des châteaux (Chastel Del Peuch), une ancienne institution monacale était supprimée et Louise de Polignac fille de Louis Armant et Françoise de Montmorin, veuve de François de Saint-Martial, s'employa à remplacer cette communauté par un couvent de Bernardines. Pour mener à bien cette première fondation, Louise de Polignac avait reçu l'aide des religieuses du couvent de Notre-Dame-du-Rhône, un établissement qui fut détruit en 1567 par les protestants et fraichement relevé des ruines d'un ancien couvent de bénédictines situé hors des murailles du castrum, de Chateauvieux à Viviers. 
Parallèlement à Auzon, après avoir reçu du vicomte de Polignac sa maison et chasteau Bourbon, Louise de Polignac fonda le 20 juillet 1639 en ce lieu "un nouvel établissement". En juillet 1642, le consentement de l'évêque de Saint-Flour lui fut accordé et elle plaça la communauté sous l'autorité de Marguerite de Quibly (nièce et coadjutrice de l'Abbesse Guyonne de Chaponay, entrée enfant à Notre-Dame de la Déserte de Lyon). Cette abbesse réformatrice fut instituée avec cinq religieuses et mise en possession du couvent en 1643 et se consacra à la mise en place de la règle bénédictine à Auzon. Il en fut de même à l'abbaye Saint-André-le-Haut de Vienne. Ces services furent fortement demandés pour les réformes de communautéscomme à l’abbaye des dames de Saint-Andoche, en Bourgogne à la demande du roi. Elle envoya à sa place ses religieuses à Arles, à Millau et à Saint-Jean-du-Buis dans les faubourgs d'Aurillac.
La constitution que Marguerite de Quibly établit pour ces religieuses s'inspira de celles de l'abbaye du Val-de-Grâce et de l'abbaye de Montmartre. Cette proximité s'explique notamment par les alliances familiales : les parents de Louise de Polignac avaient contracté des mariages avec les Clermont-Chaste, une famille qui venait précisément de donner une abbesse à ce monastère de bénédictines. Citons aussi l'exemple de restauration religieuse observée à Lyon dans le monastère de bénédictines de Saint-Pierre par Marguerite de Vény d'Arbouze qui eut Catherine de Clermont-Chaste comme abbesse et inspira certainement Marguerite de Quibly. 

## Règle du monastère
Le prieuré mitigé d’Auzon, situé dans le diocèse de Saint-Flour, fut fondé pour répondre aux aspirations de renouveau spirituel dans la région. À l’image de nombreux établissements bénédictins réformés, il cherchait à restaurer une stricte observance des idéaux monastiques tout en répondant aux attentes des bienfaiteurs et des autorités ecclésiastiques locales. La règle établie en 1643, s’inspire des principes de saint Benoît, tout en s’adaptant aux particularités locales. Le soutien des autorités diocésaines et des mécènes a été essentiel à son établissement et à sa pérennité.

### Organisation et gouvernance

#### Rôle de l’abbesse et des supérieures
La supérieure est nommée par l'abbesse de l'abbaye mère de la Déserte de Lyon et confirmée par le vicaire général pour une période de trois ans. Elle exerce une autorité à la fois spirituelle et administrative sur la communauté. Elle est assistée par un groupe de conseillères appelées "discrètes", qui participent aux décisions importantes concernant la gestion interne. 

### Supervision épiscopale
L’évêque de Saint-Flour joue un rôle clé dans la supervision spirituelle et disciplinaire. Il approuve les nominations des confesseurs, veille au respect de la règle et agit comme autorité extérieure de contrôle.

### Vie quotidienne des religieuses

#### Clôture et séparation du monde extérieur
La règle impose une stricte clôture monastique. Les sorties sont exceptionnellement autorisées et nécessitent une permission explicite de l’abbesse. Les relations avec l’extérieur sont limitées, bien que les bienfaiteurs restent en contact avec le monastère par des échanges matériels et spirituels.

### Rythme de vie
La journée des religieuses est divisée entre :
- Prière liturgique : La liturgie des heures structure la journée avec des offices réguliers, chantés ou récités.
- Travail manuel et intellectuel : Les religieuses se consacrent à des activités productives et à l’étude, selon le principe bénédictin de valorisation du travail pour soutenir la communauté.
- Repos : Le repos est organisé pour préserver un équilibre nécessaire à la vie spirituelle et physique.

### Adaptations locales
Tout en respectant l’esprit de la règle bénédictine, la règle d’Auzon intègre des ajustements pour répondre aux contraintes spécifiques de cette maison conventuelle. Ces adaptations concernent notamment :
- La gestion des ressources et de leurs terres environnantes.
- La prise en compte des attentes des mécènes.
- Les priorités dictées par les réalités matérielles et les besoins spirituels des religieuses et les liens avec le chapitre St Laurent.

Nous ne disposons que de très peu d'informations sur l'activité spécifique des religieuses de ce prieuré, au-delà des grandes lignes généralement associées aux communautés bénédictines réformées de ce temps. En effet, la rareté de la documentation, la disparition de la constitution, limite considérablement la compréhension détaillée de leur organisation, financement et de leurs activités quotidiennes, si toutefois elles devaient être différentes de celles de l'abbaye de la Déserte de Lyon. 
Dans un acte officiel du 20 août 1670, il apparaît que l’établissement des religieuses bénédictines n’a pas eu le succès espéré. La cause évoquée est "la rareté des filles de bonne maison" prêtes à entrer dans la communauté, un problème récurrent pour de nombreux couvents qui dépendaient de l’entrée de jeunes femmes issues de la bourgeoisie et de la noblesse. Cependant, l'acte d'exonération de taxes permet de dresser une liste une partie des propriétés et terres qu’elles ont acquises. Ces biens comprennent des prés, des bois, et même un moulin, ce qui montre l'augmentation des ressources matérielles nécessaires à la subsistance de la communauté. Elle possédait aussi des vignes et d'autres bâtiments.
En 1694, un autre acte révèle une fois de plus les difficultés financières rencontrées et l'importance du mécénat dans la survie de l'institution religieuse. Le don et les rentes constituées montrent que les religieuses s’appuyaient sur les bienfaits de la noblesse et de la bourgeoisie locale et d’autres bienfaiteurs pour financer leurs activités religieuses. L’organisation interne du couvent a évolué, mais en gardant des rôles clairement définis entre la supérieure, la sous-prieure et les autres religieuses. Ce document révèle que les "discrètes" avaient des responsabilités spécifiques au sein de la communauté, mais étaient d’un statut inférieur par rapport aux religieuses professes.

## Rythme général de la journée d'après la constitution de Notre-Dame de la Déserte de Lyon
La constitution de l'abbaye de la Déserte mentionne les cloches comme un élément essentiel pour structurer la vie quotidienne des religieuses. Leur rôle dépasse la simple fonction pratique et s’inscrit profondément dans la spiritualité et la discipline monastique. Le déroulement de la journée est marqué par des horaires fixes et des cloches pour structurer les activités, en conformité avec la règle de saint Benoît.

### Matin

#### Réveil
- Les sœurs se lèvent très tôt, vers 4 heures du matin.
- Elles commencent leur journée avec les prières de matines, laudes, et prime, suivies d’une demi-heure d’oraison mentale (méditation silencieuse).

#### Travail spirituel et organisation personnelle
- Après les offices du matin, elles consacrent environ une heure à organiser leurs cellules ou à effectuer d’autres tâches spirituelles, comme la lecture.

#### Première Messe
- À 7h15, une première messe est célébrée.
- Les offices de tierce, sexte et none suivent immédiatement après.

### Midi

#### Repas de midi
- Le dîner est précédé d’un examen de conscience pour préparer l’âme avant le repas.
- Pendant le repas, une lecture spirituelle est obligatoire, en silence.

#### Récréation
- Après le repas, un moment de récréation est accordé, souvent dans le jardin ou dans un espace dédié, pour détendre les esprits.

### Après-midi

#### Travail manuel ou étude
- Les sœurs participent à des activités pratiques, comme le travail manuel dans l’ouvroir (couture, artisanat) ou des lectures spirituelles.
- Une visite de la prieure ou de l'abbesse peut avoir lieu pour superviser les travaux et l’ordre dans le monastère.

### Soir

#### Offices du soir
- Les offices de vêpres sont célébrés vers la fin de l’après-midi.
- Une deuxième période d’oraison mentale suit.

#### Repas du soir
- Un repas léger, également accompagné de lectures spirituelles, est pris.

#### Coucher
- Les sœurs se couchent à 20h30, après les complies, dernières prières de la journée.
- Les dortoirs sont organisés pour favoriser le silence et la méditation.

### Dimanches et fêtes
- Les dimanches suivent un emploi du temps similaire, mais avec davantage de temps dédié à la prière et à la méditation.
- Une préparation spéciale pour la communion a lieu avant les messes dominicales.

### Périodes spécifiques

#### Carême et jours de jeûne
- Les repas sont simplifiés et réduits.
- La journée inclut davantage d’oraisons et de lectures spirituelles.

#### Récréations exceptionnelles
- Certaines fêtes ou événements spécifiques permettent des moments de récréation prolongés, sous l’autorité de l’abbesse.

### Principes essentiels de l’organisation quotidienne

#### Prière et dévotion
- Chaque heure de la journée est marquée par un office ou une oraison, pour centrer la vie sur la relation avec Dieu.

#### Travail
- Conformément à la règle bénédictine, Ora et labora (prière et travail) est appliqué avec des périodes consacrées au travail manuel.

#### Silence et recueillement
- En dehors des moments de récréation ou des nécessités pratiques, les sœurs respectent un silence strict pour favoriser la méditation.

#### Équilibre
- La journée alterne entre activités spirituelles, intellectuelles et physiques, suivant un rythme structuré.

### Vie collective et solidarité
- Le principe de pauvreté se traduit dans la vie collective par la gestion partagée des biens et la solidarité entre les membres de la communauté. Les sœurs vivent dans une grande simplicité, où l'accent est mis sur le service de Dieu et des autres plutôt que sur l'accumulation de biens.
- Les repas sont simples, et les vêtements sont modestes, sans embellissement ni luxe. Les sœurs sont également interdites de porter des objets comme des bagues, gants, ou parfums (sauf l'abbesse pour des raisons liturgiques), dans le respect de la pauvreté.
- Lors des récréations ou dans les moments de détente, les sœurs sont encouragées à vivre de manière sobre et modeste, en se concentrant sur des activités spirituelles et de développement communautaire, sans rechercher des plaisirs matériels.
  - Le cloître et les jardins sont des espaces qui favorisent l’ordre et la discipline dans la communauté. Ils sont conçus pour encourager le recueillement, l’autosuffisance et l’harmonie spirituelle.
  - L'abbesse est responsable de s'assurer que ces lieux soient utilisés conformément aux règles monastiques et restent fidèles à leur fonction spirituelle.

### Vœux de pauvreté et renoncement aux biens personnels
- Les sœurs font vœu de pauvreté et renoncent à posséder des biens personnels. Toutes les possessions sont remises à la communauté, y compris les dons et les legs reçus de la part de leurs familles ou de bienfaiteurs.
- Toute possession personnelle (argent, objets de valeur, biens matériels) est intégrée dans le patrimoine commun du monastère et utilisée exclusivement pour les besoins collectifs de la communauté.
- L'abbesse contrôle ces biens et veille à ce qu'aucune sœur ne possède des objets ou de l'argent en dehors de ce qui est strictement nécessaire pour sa vie religieuse.

### Travail manuel et autosuffisance
- Le travail manuel fait partie de la règle monastique, incarnée par l'expression Ora et labora (prière et travail). Les sœurs sont impliquées dans des travaux de couture, d'artisanat, et d'autres tâches utilitaires, produisant des biens qui servent à la communauté.
- Le temps de travail est organisé chaque jour (par exemple, après les prières matinales et pendant les récréations). Cela reflète le principe de pauvreté en ce sens que la communauté dépend de son propre travail pour subvenir à ses besoins et ne cherche pas à accumuler des richesses extérieures.
- Les produits du travail ne sont pas destinés à des fins personnelles, mais sont partagés ou utilisés pour subvenir aux nécessités du monastère.

### Utilisation des ressources pour l'Église et les œuvres charitables
- Les biens du monastère (argent, objets précieux) sont utilisés pour le service de Dieu, l'entretien des lieux religieux et l'assistance aux malades ou aux pauvres.
- Les sœurs sont encouragées à accepter les privations matérielles et à les considérer comme une forme de partage dans l'esprit de la pauvreté du Christ. Cela se reflète dans leur mode de vie simple et leur acceptation des désagréments matériels, comme une occasion de porter la croix du Christ.

### Restriction des biens reçus
- Les rentes ou pensions des sœurs, si elles sont issues de leurs familles, sont administrées par l'abbesse et utilisées selon les besoins du monastère. Aucune sœur ne peut disposer de ces ressources sans l'approbation de la supérieure.
- Cette gestion des ressources renforce l'idée que les sœurs ne doivent pas avoir de biens personnels qui puissent les distraire de leur engagement spirituel et religieux.

### Intégration de la pauvreté dans la journée
Le principe de pauvreté s'intègre ainsi à chaque moment de la journée :
- Les prières et méditations rappellent l'importance du détachement des biens matériels.
- Le travail manuel assure l'autosuffisance tout en honorant l'engagement dans la pauvreté.
- La vie collective, par la solidarité et l'usage des biens communs, maintient la simplicité et évite l'accumulation personnelle de richesses.

### Relation avec l'extérieur de la communauté monastique de l'abbaye de la Déserte
L'abbaye de la Déserte, comme beaucoup d'autres communautés religieuses bénédictines, suit les principes de clôture monastique, qui régissent ses relations avec le monde extérieur. Ces principes ont pour objectif de préserver la vie spirituelle des religieuses en limitant leurs interactions avec le monde, tout en permettant des communications strictement nécessaires pour le fonctionnement du monastère.
- Relations avec les séculiers :
  - Les contacts avec les laïcs sont strictement encadrés et limités, sauf pour des nécessités (confesseurs, médecins, ouvriers).
  - Les lettres, visites et communications passent toutes sous le contrôle de l’abbesse.
- Éducation des jeunes filles (écolières) :
  - Le monastère accueille parfois des jeunes filles pour les éduquer. Elles sont séparées des sœurs, mais formées aux vertus chrétiennes et à des compétences pratiques.

#### Clôture et accès au monastère
Le principe de clôture signifie que le monastère est physiquement fermé aux visiteurs extérieurs, avec des portes verrouillées et un accès strictement contrôlé par l'abbesse. Seules certaines personnes, telles que les prêtres, médecins, architectes ou autres travailleurs essentiels, peuvent pénétrer dans le monastère, mais uniquement sous l'autorisation de l'abbesse. Les rois, reines et personnalités importantes peuvent également être reçus, mais cela reste exceptionnel.

#### Parloirs et communication contrôlée
Les contacts avec l'extérieur se font principalement par l'intermédiaire des parloirs, des espaces spécialement aménagés avec des grilles de fer ou des fenêtres petites, permettant des échanges contrôlés. Ces parloirs sont utilisés pour des échanges essentiels, et seules les officières ou l'abbesse peuvent communiquer directement avec des personnes extérieures.

#### Silence et règles de communication
Le silence est une règle fondamentale de la vie monastique, et les religieuses doivent éviter de parler à toute personne extérieure sans l'accord préalable de l'abbesse. Même pendant les périodes de récréation, les conversations doivent être sobre et centrées sur des sujets spirituels. Les discussions banales ou mondaines sont proscrites, afin de maintenir la sérénité et la dévotion au sein de la communauté.

#### Lettres et messages
Toutes les communications écrites envoyées ou reçues par les sœurs doivent être examinées et approuvées par l'abbesse. Les lettres sont également scellées avec un sceau commun pour garantir leur sécurité et éviter toute tentative de communication non autorisée.

#### Participation à la vie extérieure
Les religieuses ne participent généralement pas à des événements extérieurs, qu'ils soient sociaux, politiques ou culturels. Leur engagement est exclusivement religieux. Cependant, des exceptions peuvent être faites pour des événements liturgiques ou religieux, comme la célébration de certaines fêtes, mais celles-ci nécessitent une autorisation préalable de l'abbesse.

#### Servantes et messagères
Les servantes ou tourrières chargées de faire des courses ou de transmettre des messages vivent à l'extérieur du monastère, mais sont soumises à un contrôle strict. Elles ne peuvent entrer dans le monastère que pour des tâches spécifiques, et leurs actions sont surveillées pour éviter toute violation des règles de clôture et de silence.

### Notre-Dame-du-Portail: entre dévotion et protection urbaine
Au pied de l'imposant édifice, a proximité de l'une des anciennes portes fortifiées de la cité certainement directement connecté au défense du château, se dresse un modeste sanctuaire dédié à la Vierge Marie. Ce bâtiment difficilement datable car fortement remanié reste un véritable témoin de la ferveur religieuse qui marquait la vie de la communauté. Ce lieu de dévotion, érigé dans l’ombre des murailles protectrices de la ville, occupait une place centrale dans le culte marial local. En tant que lieux à la frontière entre le monde extérieur et l’intérieur de la ville, la porte et la chapelles primitive servait de point de transition. Ce culte faisait partie intégrante de la vie religieuse quotidienne et était lié à des croyances populaires de protection et d’intercession divine. Le choix de la Vierge, figure de maternité et de miséricorde, souligne également le rôle de la femme dans la spiritualité médiévale et sa place dans le rapport entre le sacré et le profane.
Cette chapelle abritait l’originale statue de la Vierge, dite vierge du portail cette œuvre aujourd'hui reconnue comme un chef-d'œuvre de l’art gothique, dont les détails fins et la symbolique profonde continuent de fasciner historiens et artistes. Une copie est aujourd'hui présente dans une chapelle de l'ancienne collégiale Saint Laurent.
Pour certains, cette sculpture incarne l'influence exercée par Jean de Berry, grand mécène de son époque, sur plusieurs prévôtés royales, où les palais furent réaménagés, tels que ceux de Riom, Usson, Nonette, peut-être même Auzon. D'autres historiens de l'art attribuent cette Vierge à l'Enfant aux talents des maîtres André Beauneveu ou Perrin Beauneveu, figures majeures de l'atelier de sculpture de la fin du Moyen Âge. D'autres la rattache aux style des Vierges de Royaumont comme celle de la Vierge allaitante du Mesnil-Aubry réalisée au début du XVe siècle'. Toutefois, Pierre Cubizolles avance une hypothèse différente, suggérant que cette œuvre pourrait être l'œuvre de Michel Colombe, artiste associé au cercle d'Anne de France. Selon cette interprétation, l'œuvre pourrait être datée du début du XVIe siècle, offrant ainsi une lecture plus tardive de cette sculpture remarquable.
Officiellement datée et protégée depuis 1933 comme une œuvre du XVIe siècle sa datation fut revue lors de l'exposition Paris 1400 où elle fut exposée dans la Galeries nationales du Grand Palais en 2004 qui mettait à l'honore les arts sous Charles VI. L'histoire de la Vierge d'Auzon reste entourée d'incertitudes. Sa origine et sa conservation durant les siècles, dans les différentes chapelles de la ville n'est pas certaine. Il convient toutefois de noter la présence, dans l'église paroissiale, d'une statue de saint Pierre qui semble provenir du même atelier de sculpture, comme en témoigne la similitude frappante dans le traitement des plis du manteau, particulièrement visibles sur la hanche et la jambe droites.